# سودو بپتیجنین
سودو بپتیجنین (به انگلیسی: Pseudobaptigenin) با فرمول شیمیایی C۱۶H۱۰O۵ یک ترکیب شیمیایی با شناسه پاب‌کم ۵۲۸۱۸۰۵ است. که جرم مولی آن ۲۸۲٫۲۴ g/mol می‌باشد. 